# Kleinstwagen

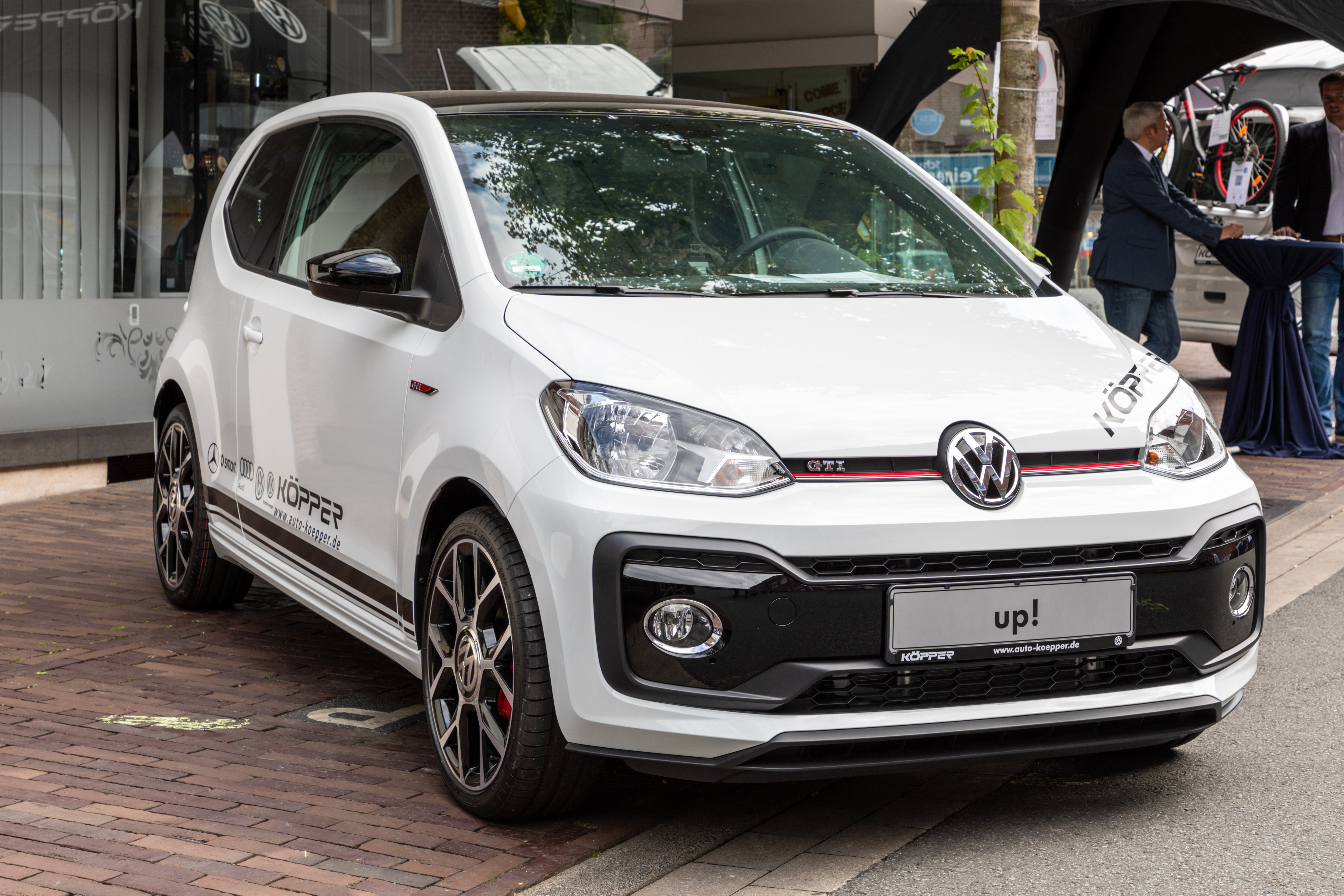
Der in den 2010er-Jahren in Deutschland meistverkaufte Kleinstwagen: VW up!

Kleinstwagen sind eine PKW-Fahrzeugklasse, die von den Ausmaßen her noch unter dem Kleinwagen angesiedelt und in den Fahrzeugsegmenten der Europäischen Kommission als A-Segment bezeichnet wird. Das Kraftfahrt-Bundesamt bezeichnet Personenwagen, die es unterhalb der Größe von Kleinwagen einstuft, als Minis. Sehr ähnliche Fahrzeuge, jedoch mit einer exakten Begrenzung von Maßen und Leistung, sind die japanischen Kei-Cars, die dort steuerlich begünstigt sind. Unter den Kleinstwagen gibt es noch Leichtfahrzeuge, die Nachfolger der Rollermobile darstellen.

## Geschichte

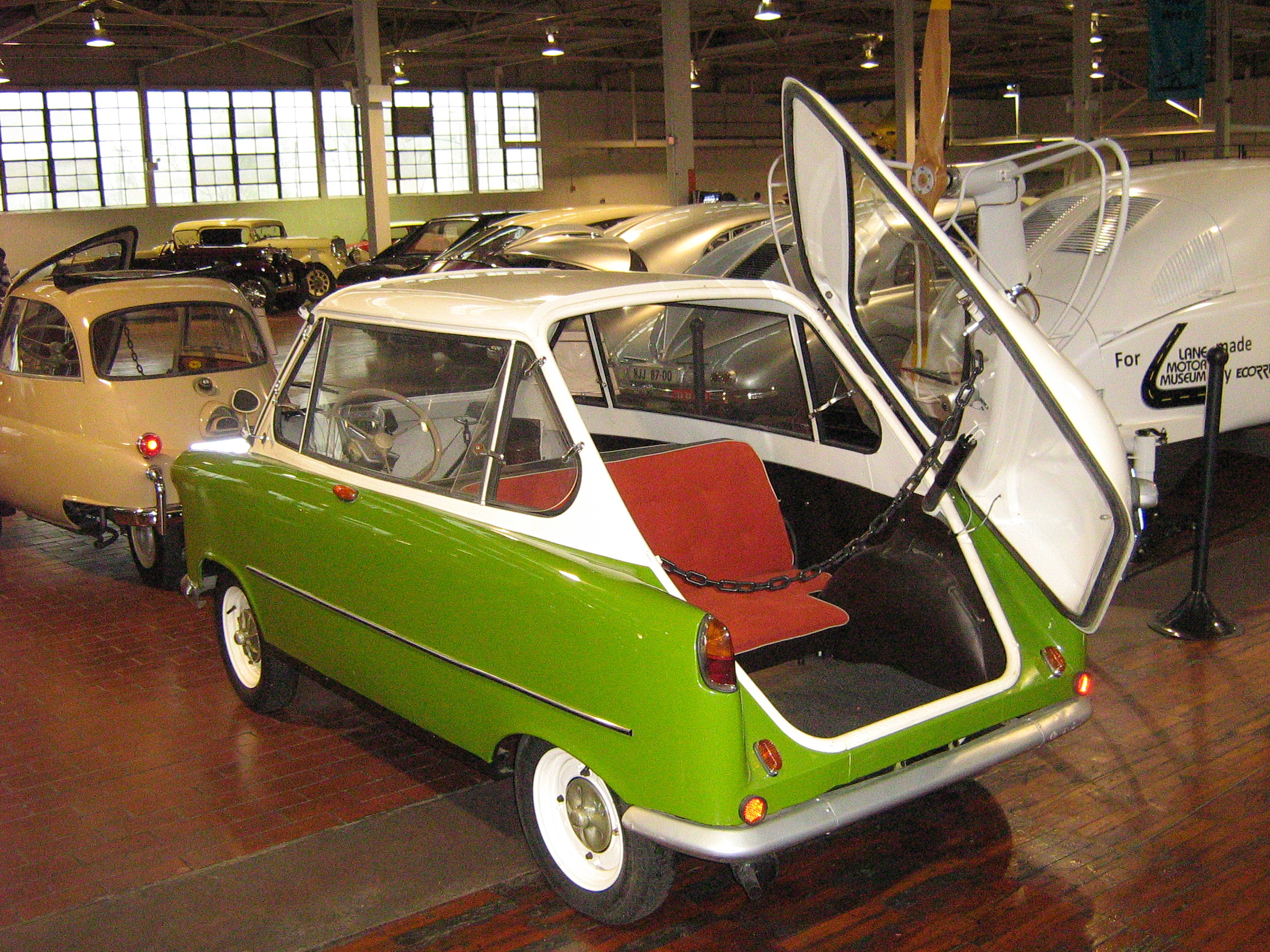
Zündapp Janus von 1956

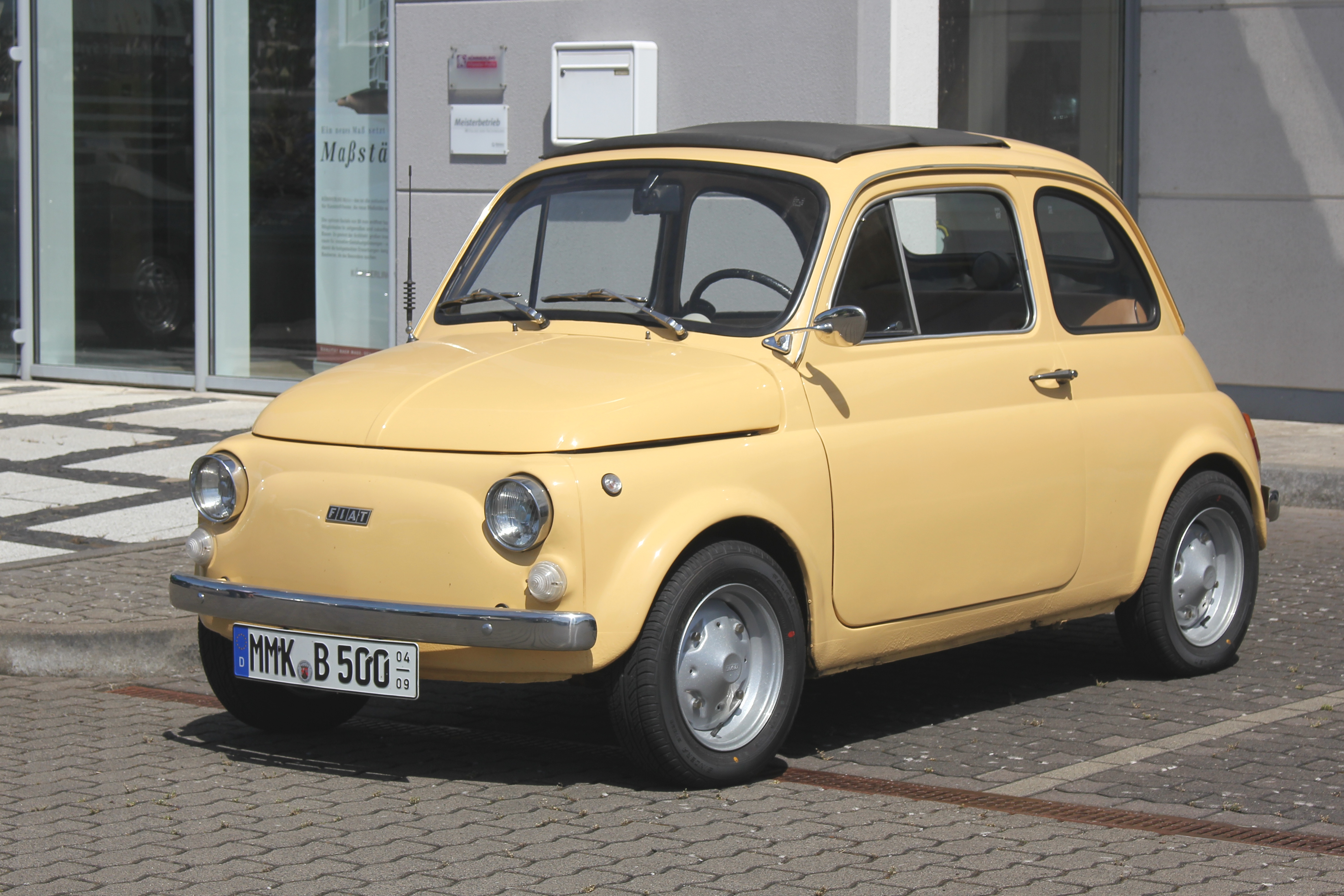
Fiat 500 F (ab 1957)

Kleinstwagen als eigene Fahrzeugklasse wurden Anfang der 1990er-Jahre definiert, wobei es auch vorher schon Viersitzer dieser Größe gegeben hatte, beispielsweise Fiat 500 und Mini (beide kürzer als 3,1 m).
Der Kleinstwagen spricht jene Personen an, die ein preiswertes Fahrzeug für kürzere und mittlere Strecken suchen, das nicht für Reisen und Familie geeignet zu sein braucht, aber durchaus auch dafür benutzt wird. Inzwischen gibt es innerhalb der Klasse der Kleinstwagen verschiedene Ausrichtungen der Größe.
Die Rollermobile der europäischen Nachkriegszeit sind aus heutiger Sicht ebenfalls den Kleinstwagen zuzurechnen, wurden aber teilweise als Kleinwagen bezeichnet. In der Fachliteratur wurden derartige Rollermobile und andere Mini-Pkw bereits damals mitunter als Kleinstwagen bezeichnet und wie auch heute üblich von den Kleinwagen abgegrenzt. Kleinstwagen hatten Mitte der 1950er Jahre unter anderem das Merkmal eines Hubraums von nicht mehr als 0,45 Liter. Die Parameter, nach denen sich die Klassenzuordnung richtet, unterlagen dem Wandel: So sind Motorleistung und Gewicht heutiger Kleinstwagen größer als bei damaligen Kleinwagen. 
Das Törpeautó-program war das Kleinstwagenprogramm in den 1950er Jahren in der Volksrepublik Ungarn.
Seit ungefähr 2020 wurde die Produktion zahlreicher Kleinwagen eingestellt. Der ADAC schrieb, das Erreichen der aktuellen Euro-6-Abgasnormen wäre bei Kleinwagen „mit hohen Entwicklungskosten verbunden gewesen, die sich über Verkäufe nicht amortisiert hätten“. Die für Mitte 2025 anstehende Euro-7-Norm werde voraussichtlich das Ende für weitere Modelle bedeuten.

## Kooperationen und Plattform-Strategie
Viele Hersteller stellen Kleinstwagen mit Partnern her, um das vom Kunden erwartete Preisniveau zu halten. Für Hersteller mit mehreren Marken bietet sich durch Badge-Engineering oder Plattform-Strategie ein alternativer Weg zur Kostenbegrenzung.

### Kleinstwagen-Zwillinge oder -Drillinge
Kleinstwagen mit nur wenig Änderungen an der Karosserie, meist nur Badge-Engineering:
- Aston Martin Cygnet und Toyota iQ
- Citroën C-ZERO, Peugeot iOn und Mitsubishi i-MiEV
- Citroën C1 (1. Gen.), Peugeot 107 und Toyota Aygo (1. Gen.)
- Citroën C1 (2. Gen.), Peugeot 108 und Toyota Aygo (2. Gen.)
- Daihatsu Ayla, Toyota Agya und Toyota Wigo
- Daihatsu Mira/Cuore und Subaru Pleo (2. Gen.)
- Daihatsu Sirion (2. Gen.) und Subaru Justy (4. Gen.)
- Seat Arosa und VW Lupo
- Seat Mii, Škoda Citigo und VW up!
- Suzuki Alto, Maruti A-Star, Mazda Carol und Nissan Pixo
- Suzuki Wagon R-Wide und Suzuki Karimun
- Suzuki MR Wagon, Maruti Zen Estilo, Suzuki Karimun Estilo und Nissan Moco
- Suzuki Splash (1. Gen.), Opel Agila (2. Gen.), Maruti Ritz und Vauxhall Agila (2. Gen.)

Kleinstwagen auf gleicher Plattform mit eigenständiger Karosserie:
- Fiat 500, Lancia Ypsilon und Ford Ka (2. Gen.)
- Hyundai i10 und Kia Picanto
- Smart ForFour (1. Gen.) und Mitsubishi Colt (6. Gen.)
- Smart ForFour (2. Gen.) und Renault Twingo (3. Gen.)
- Opel Karl und Chevrolet Spark

## Kleinstwagen am Markt

### Aston Martin

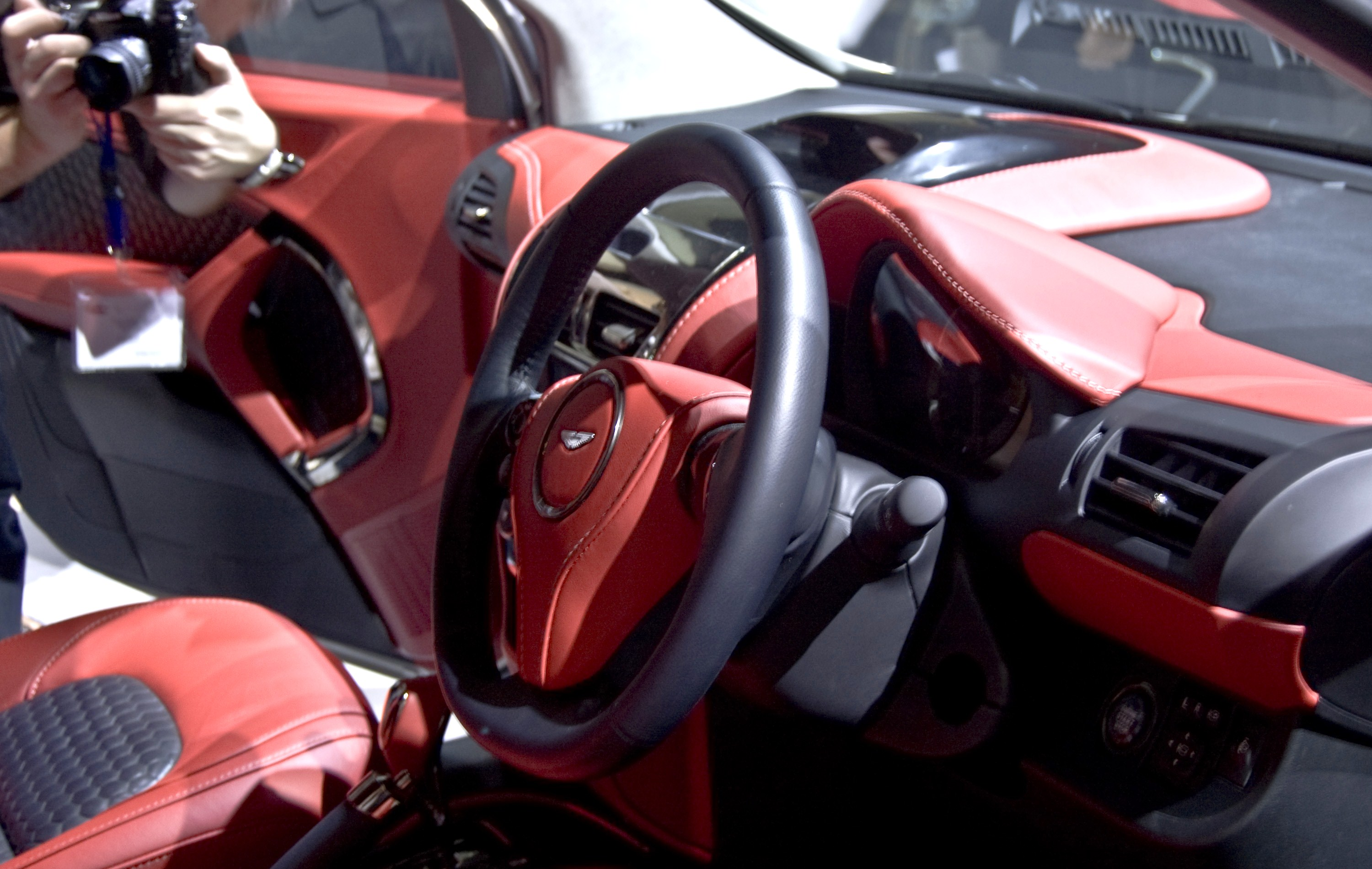
Luxuriöses Interieur des Aston Martin Cygnet

Der britische Sportwagenhersteller Aston Martin hatte von 2011 bis 2013 mit dem Cygnet einen Kleinstwagen auf Basis des Toyota iQ im Angebot. Das Auto ist optisch an das Design von Aston Martin angepasst und wurde auch im Innenraum mit einem höherwertigen Interieur ausgestattet. Ein Nebeneffekt der Einführung war ein deutlich verringerter Flottenverbrauch. Mit einem Listenpreis in Deutschland von 37.995 € lag das kleinste Modell von Aston Martin preislich deutlich über den anderen Modellen seines Segments.

### BYD

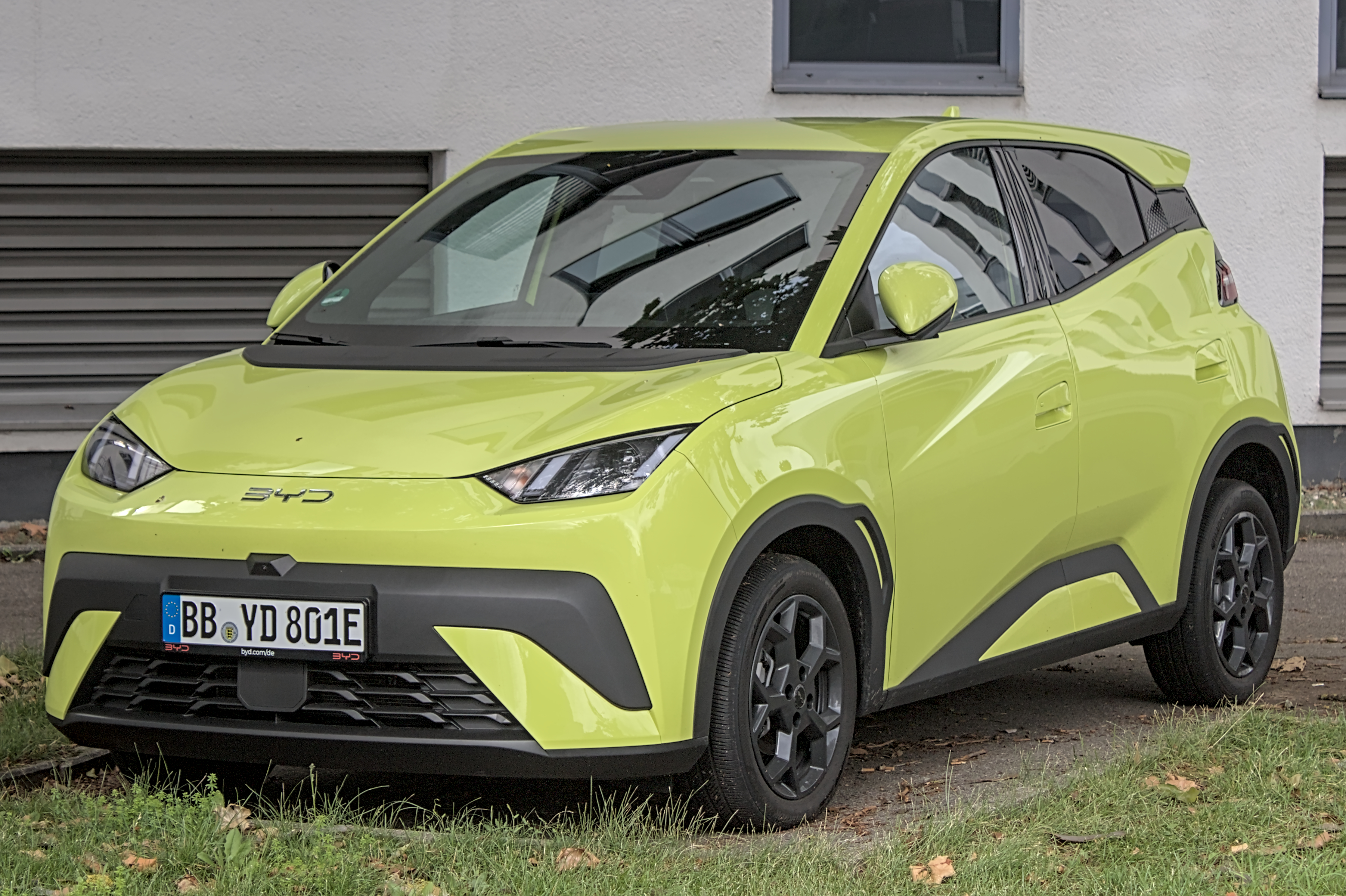
BYD Dolphin Surf

Das erste Modell des chinesischen Herstellers BYD Auto war der Kleinstwagen BYD Flyer. In Europa wird seit 2025 mit dem battergieelektrisch angetriebenen Dolphin Surf auch ein BYD-Kleinstwagen angeboten.

### Chevrolet
Chevrolet hatte als echten Kleinstwagen den in Südkorea hergestellten Chevrolet Spark im Angebot. Er wurde zwischen 2010 und 2014 auch in Europa verkauft.

### Daihatsu
Der japanische Hersteller Daihatsu hatte sich regelrecht auf Klein- und Kleinstwagen spezialisiert. Auch bot Daihatsu als einziger Hersteller „echte“ Kei-Cars in Deutschland an, wenn auch mit größerem Motor. In Deutschland war Daihatsu zuletzt mit dem „normalen“ Kleinstwagen Cuore präsent, einige Jahre zuvor auch noch mit dem Micro-Coupé Copen und dem im Retro-Design gestalteten Trevis. Am 31. Januar 2013 stellte Daihatsu den Neuwagenvertrieb in Europa ein.

### Fiat

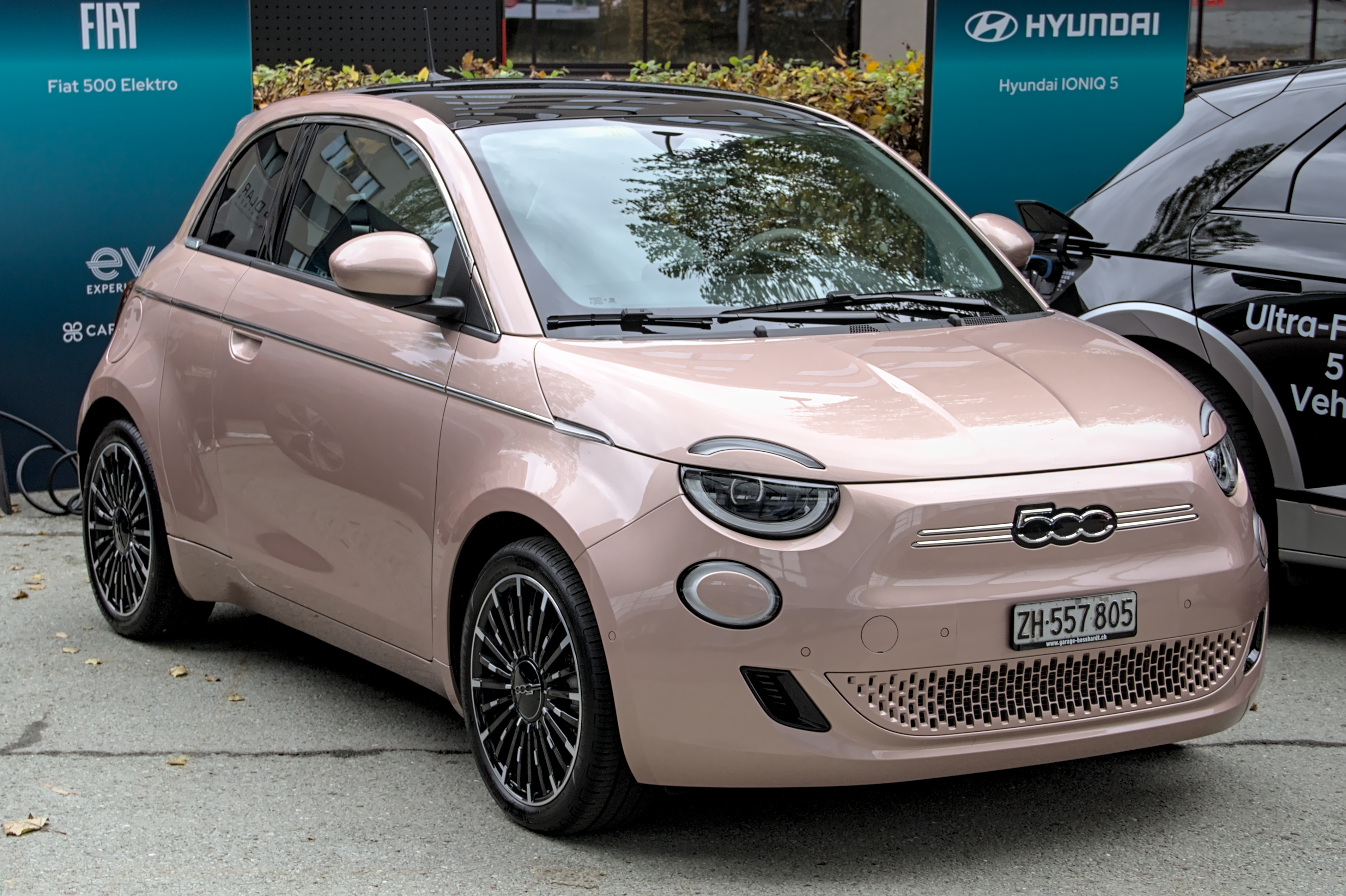
Fiat 500

Fiat bietet als Kleinstwagen das Retro-Fahrzeug Fiat 500 und den Fiat Panda an, die aber beide deutlich größer sind als die bis in die 1990er-Jahre gebauten kleinen Heckmotor-Modelle und die erste Generation des Panda, der damals noch als Kleinwagen galt. Seit 2020 gibt es auch eine reine Elektroversion des Fiat 500.

### Ford
Der ab 1996 angebotene Ford Ka der ersten Generation war vor seiner Ablösung einer der ältesten Kleinstwagen am deutschen Markt. Die zweite Modellgeneration (technisch mit dem Fiat 500 verwandt) war ab Februar 2009 in Deutschland erhältlich. Von 2016 bis 2020 verkaufte Ford die dritte Generation des Kleinstwagens unter dem Namen Ford Ka+. Seitdem bietet Ford kein Fahrzeug in dieser Klasse mehr an.

### Honda
Der Honda Life wurde in Europa nicht angeboten, entspricht aber eher einem Microvan. Auch das Nachfolgemodell Honda N-WGN wird nur in Japan vermarktet.

### Hyundai/Kia

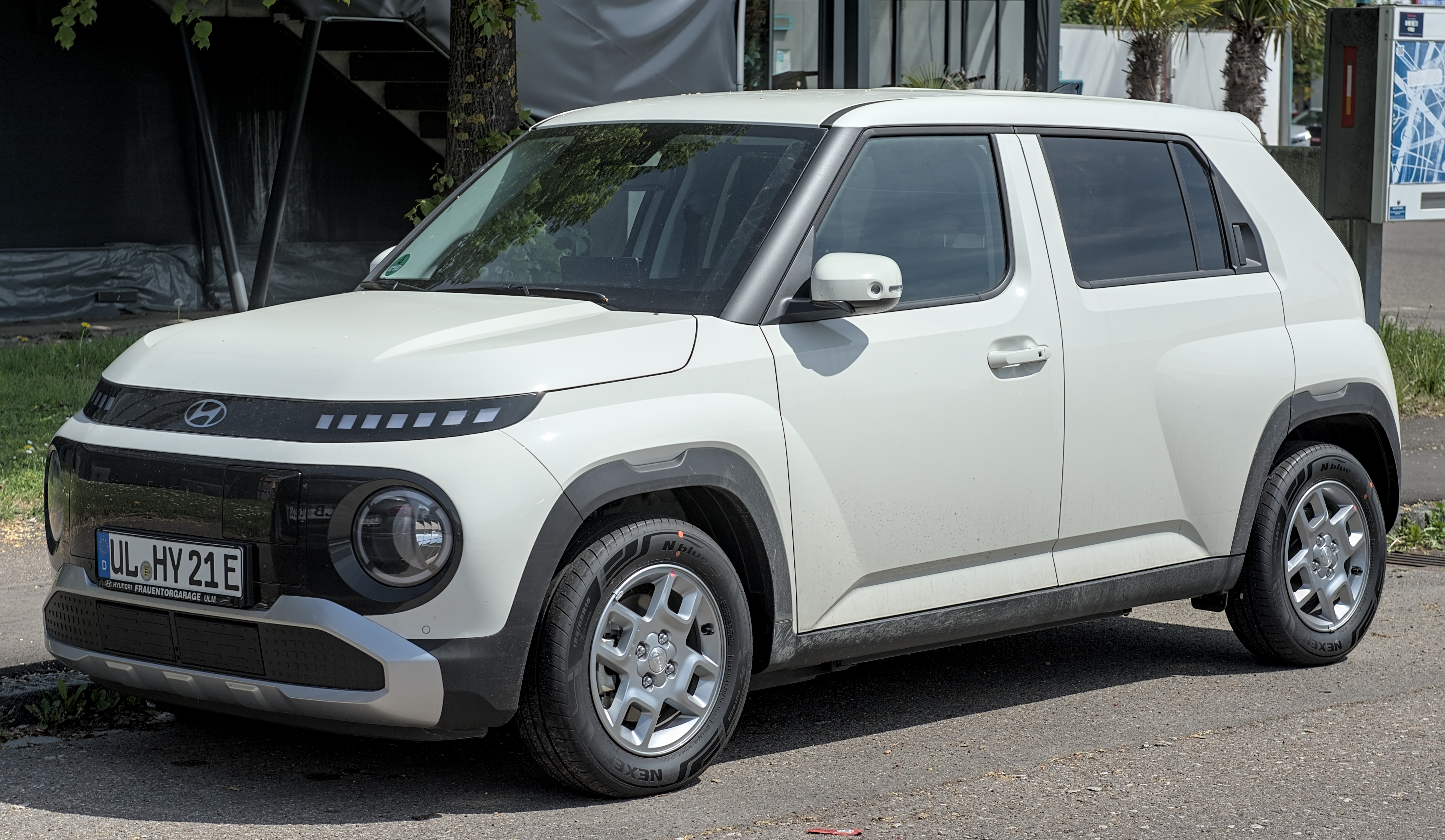
Hyundai Inster

Beide Marken bieten mit dem 2008 auf den Markt gekommenen Hyundai i10 und dem Kia Picanto, der 2004 debütierte, unabhängig voneinander entwickelte Kleinstwagen an. Im Juni 2024 präsentierte Hyundai außerdem den elektrisch angetriebenen Hyundai Inster. Ihn gibt es in Südkorea und Indien auch mit Ottomotoren als Hyundai Casper.

### KamAZ/VAZ/Seaz

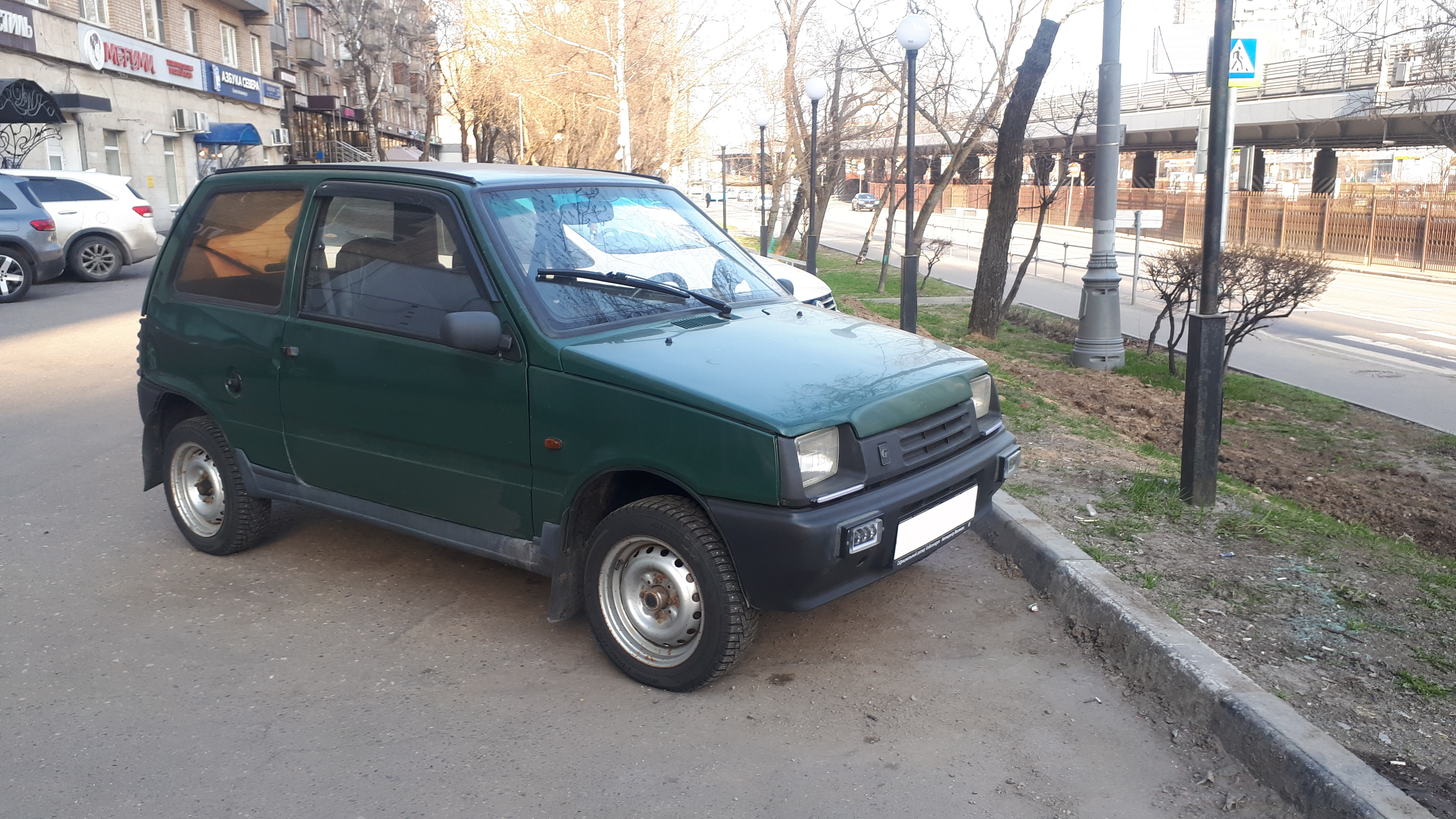
Oka (Auto)

Ein Auto, das in der UdSSR und in Russland hergestellt wurde (Baujahr 1988–2008).

### Leapmotor

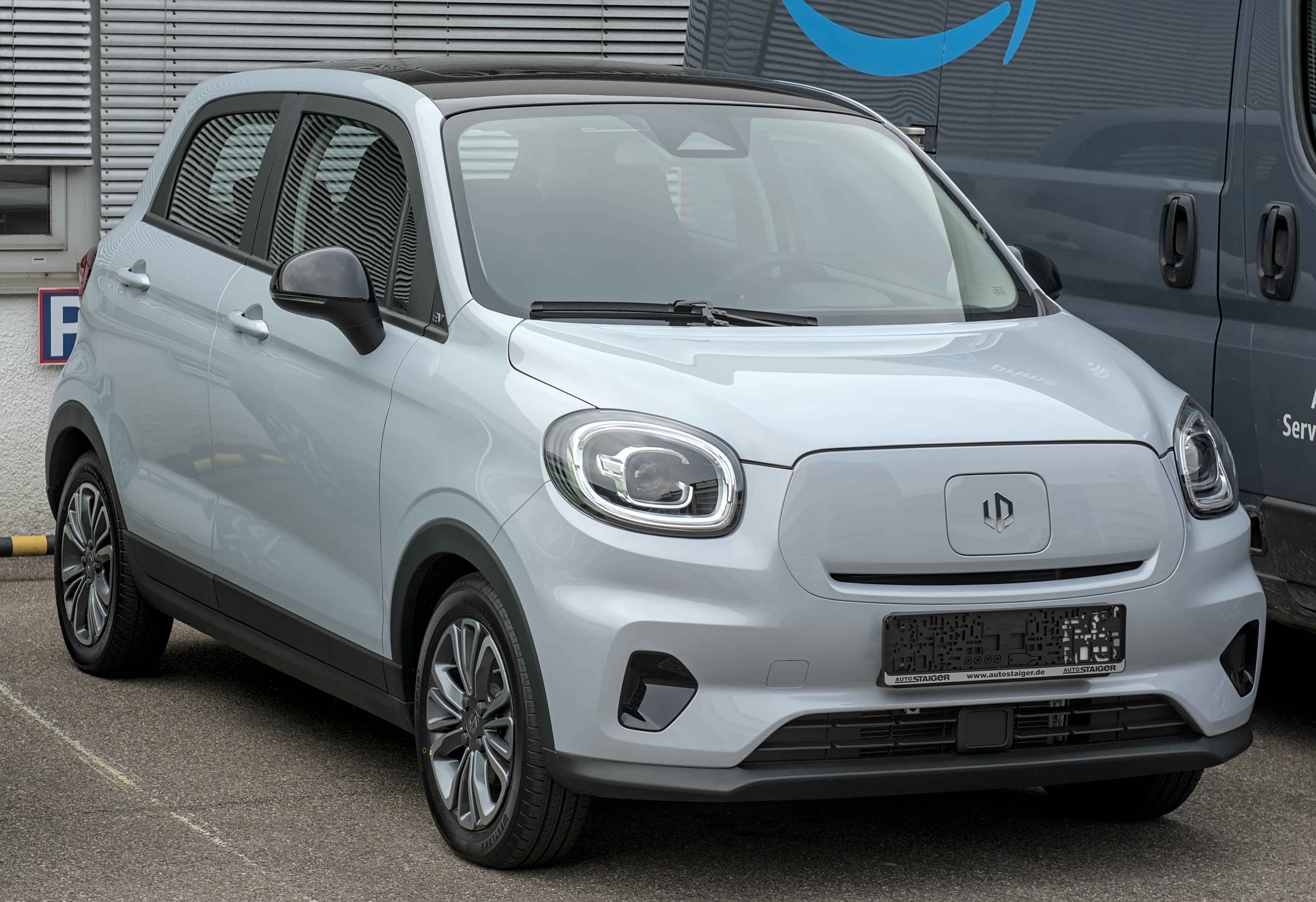
Leapmotor T03

Der chinesische Hersteller Leapmotor baut seit 2020 den elektrisch angetriebenen T03. Mit der Expansion des Herstellers nach Europa wird dieses Modell auch in Deutschland, Österreich und der Schweiz vertrieben.

### Mercedes-Benz Group

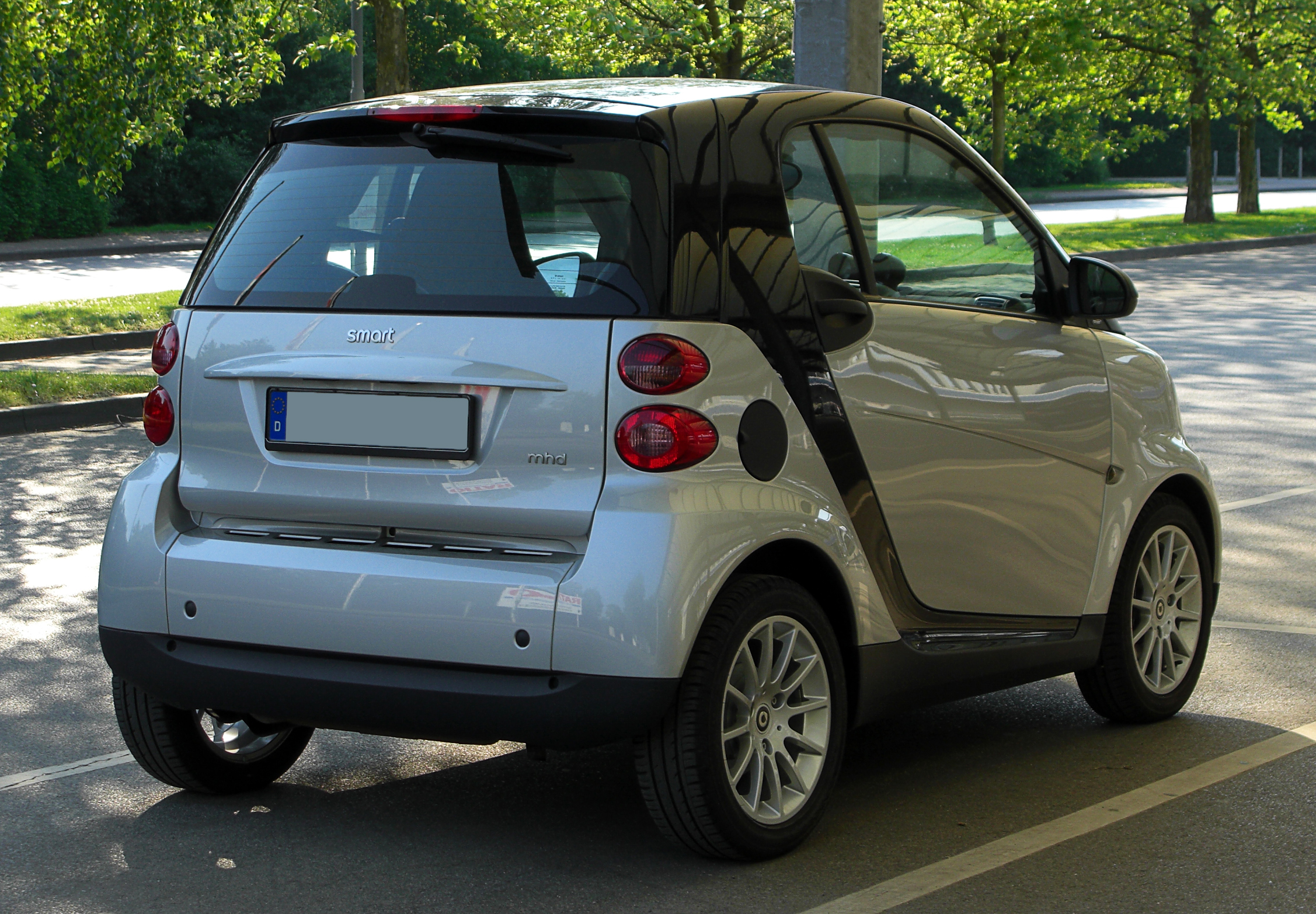
Smart Fortwo

Unter der Marke Smart (1998 bis 2024, Modellwechsel 2007 und 2014) bot Daimler den kürzesten der Kleinstwagen in Deutschland an. Der Smart Fortwo ist ein Zweisitzer mit maximal 2,74 Metern Länge. Aufgrund seiner großen Breite gilt das Fahrzeug in Japan nicht als Kei-Car, hierfür gab es von der ersten Generation eine leicht abgewandelte Ausführung. Zwischen 2014 und 2021 war auch der fünftürige Forfour, der sich mit dem Renault Twingo der dritten Generation die Plattform teilt, erhältlich. Smart produziert seit 2019 nur noch Fahrzeuge mit Elektroantrieb.

### Mitsubishi

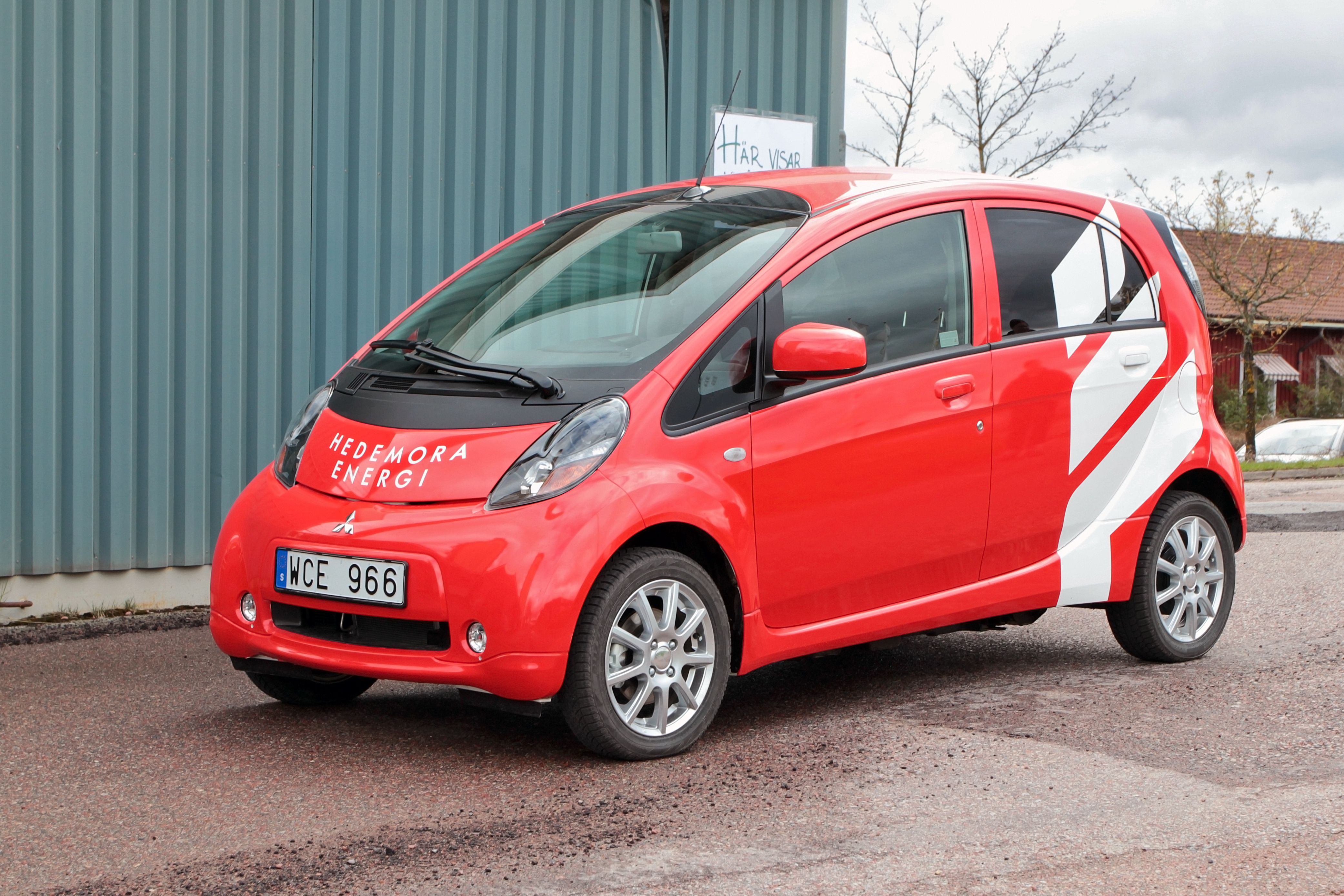
Mitsubishi i-MiEV

Mitsubishi bot das Elektroauto Mitsubishi i-MiEV in dieser Klasse an. In Japan gab es den Mitsubishi i auch mit Verbrennungsmotor.

### Opel/Vauxhall

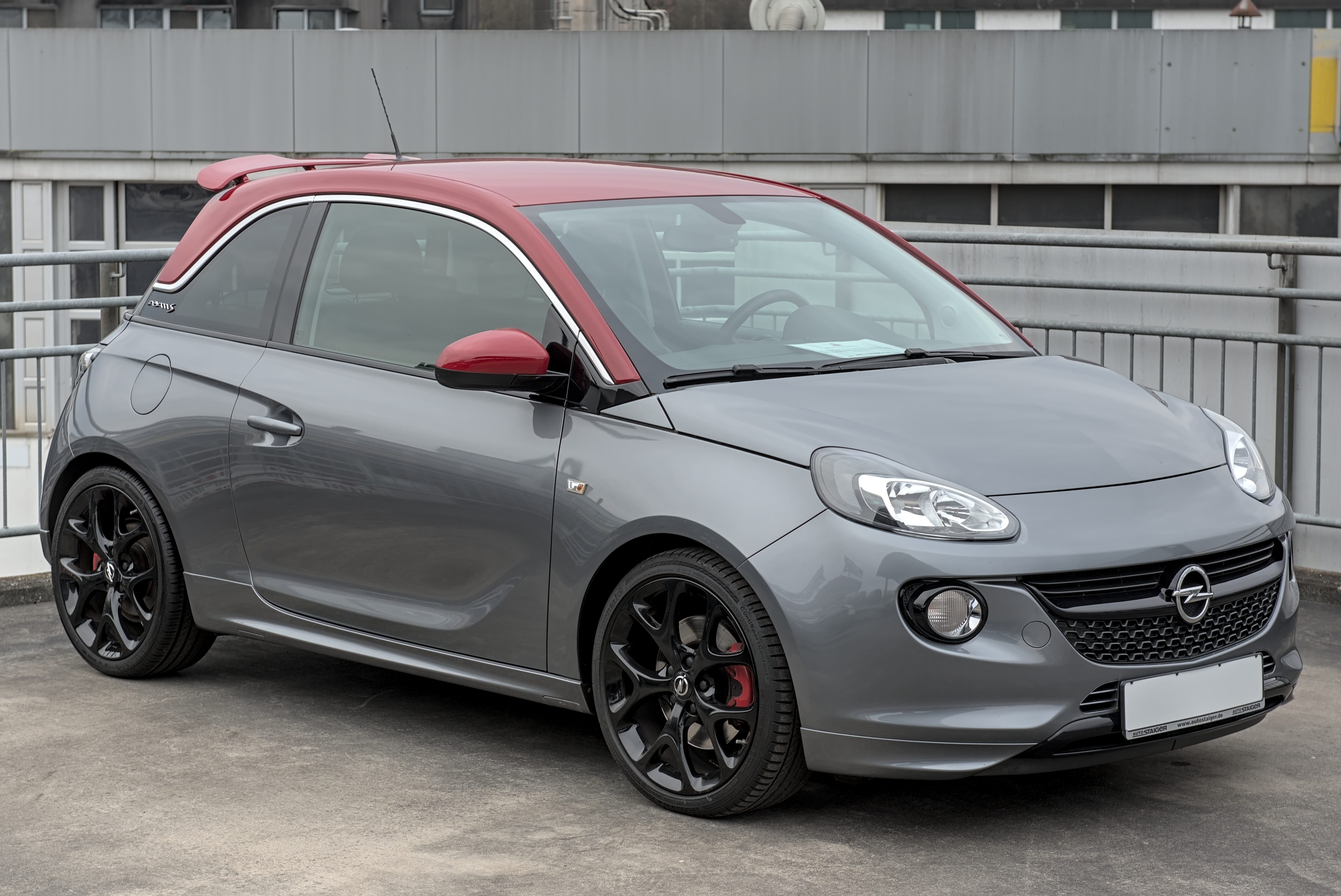
Opel Adam

Von 2013 bis 2019 hatte Opel den Opel Adam als Kleinstwagen im Angebot. Mitte 2015 löste der Opel Karl den mit dem Suzuki Splash baugleichen Vorgänger Opel Agila ab. Der Agila war noch als Microvan konzipiert, während der Karl über eine niedrigere Fahrzeughöhe verfügte. Beim Adam lag das Design im Vordergrund, beim Karl hingegen war ein günstiger Preis wichtig. In Großbritannien wurden die Modelle als Vauxhall Adam und Vauxhall Viva (Opel Karl) angeboten. Im Mai 2019 wurde die Produktion des Adam und einen Monat später die des Karl eingestellt.

### PSA
Peugeot/Citroën hatte ab 2005 den Peugeot 107 bzw. 108 und den Citroën C1 im Angebot. Die Fahrzeuge sind baugleich mit dem Toyota Aygo. Verfügbar waren Karosserieformen mit drei oder fünf Türen, wobei etwa 3,43 Meter Außenlänge für einen fünftürigen Kleinstwagen relativ kurz sind. Ab 2014 waren auch Modelle mit Stoffverdeck erhältlich. Ein weiteres Auto dieser Fahrzeugklasse war der von 2003 bis 2009 produzierte, nur als Dreitürer erhältliche Citroën C2. Als Microvan stellte Peugeot von 2005 bis 2009 den 1007 her, der durch seine elektrisch betätigten Schiebetüren auffiel.

### Renault-Nissan
Der Renault Twingo der ersten Generation war bereits ab 1993 erhältlich. 2007 und 2014 gab es je einen Modellwechsel. Nissan stellte von Mitte 2009 bis Oktober 2013 den Pixo als Vertreter der Kleinstwagen her. Das Fahrzeug war baugleich mit dem Suzuki Alto, der von 2009 bis 2015 hergestellt wurde.

### Subaru
Die Modelle Subaru R1 und R2 sind Kei-Cars; sie werden in Europa nicht angeboten.

### Suzuki

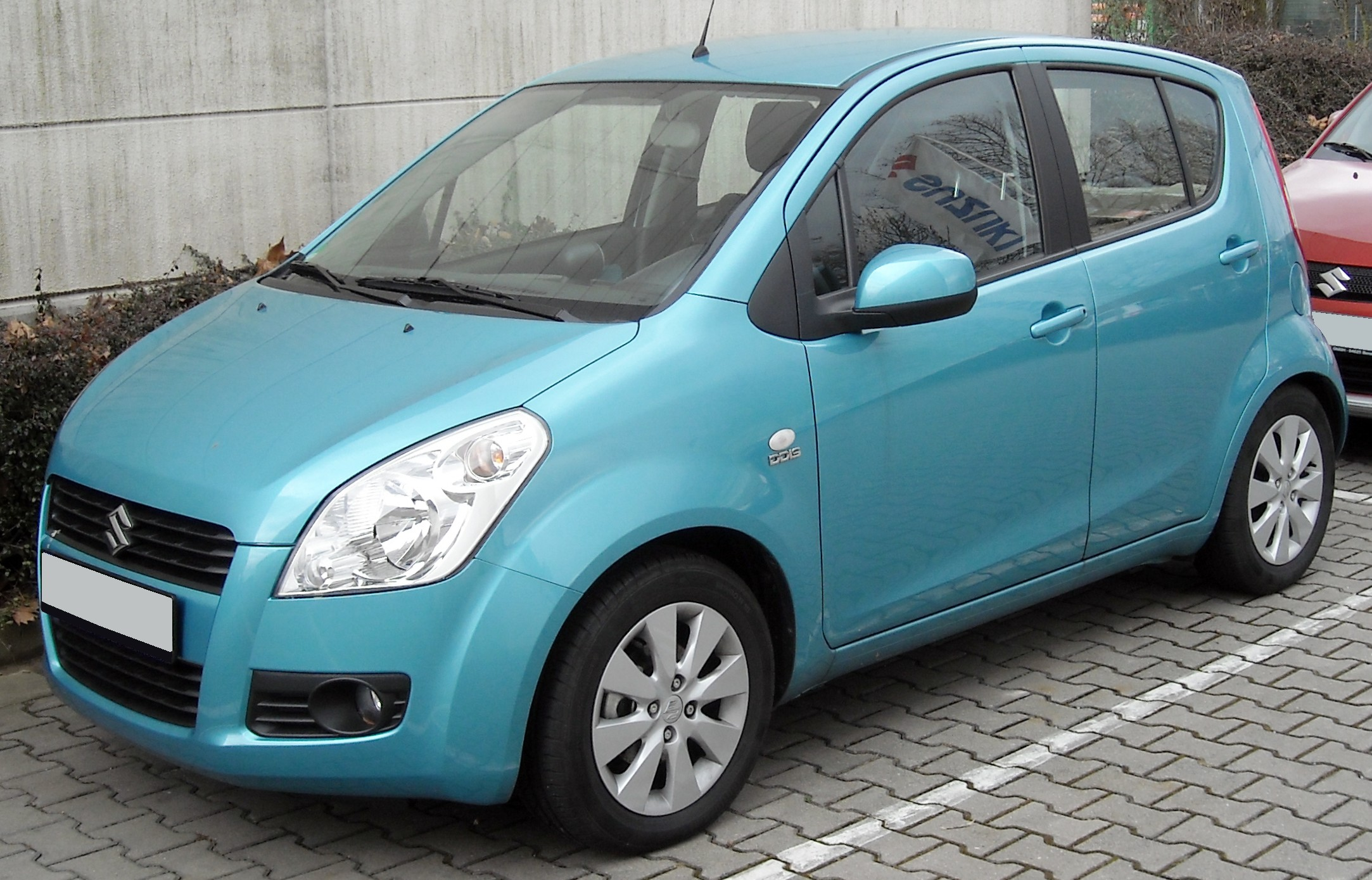
Suzuki Splash

In Japan bietet Suzuki ein breites Sortiment an Kleinstwagen an. In Europa waren von 2008 bis 2014 der Microvan Suzuki Splash (baugleich mit dem Opel Agila) und von 2009 bis 2015 der etwas kleinere Alto verfügbar. Zwischen 2014 und 2019 bot Suzuki den Celerio in Europa an, der sowohl den Splash als auch den Alto ersetzen sollte.

### Tata
Der indische Hersteller Tata Motors hatte für seinen Heimatmarkt mit dem Tata Nano ein extrem preisgünstiges Fahrzeug vorgestellt, einen nur 3,10 Meter langen Viersitzer. Das Fahrzeug war, da auch auf jegliche Sicherheitseinrichtungen verzichtet wurde, nicht unumstritten. Um einen Export nach EU-Richtlinien zu ermöglichen, war zeitweise eine umfassend modifizierte Version mit Fahrerairbag und verstärkter Karosserie für den europäischen Markt geplant.

### Toyota

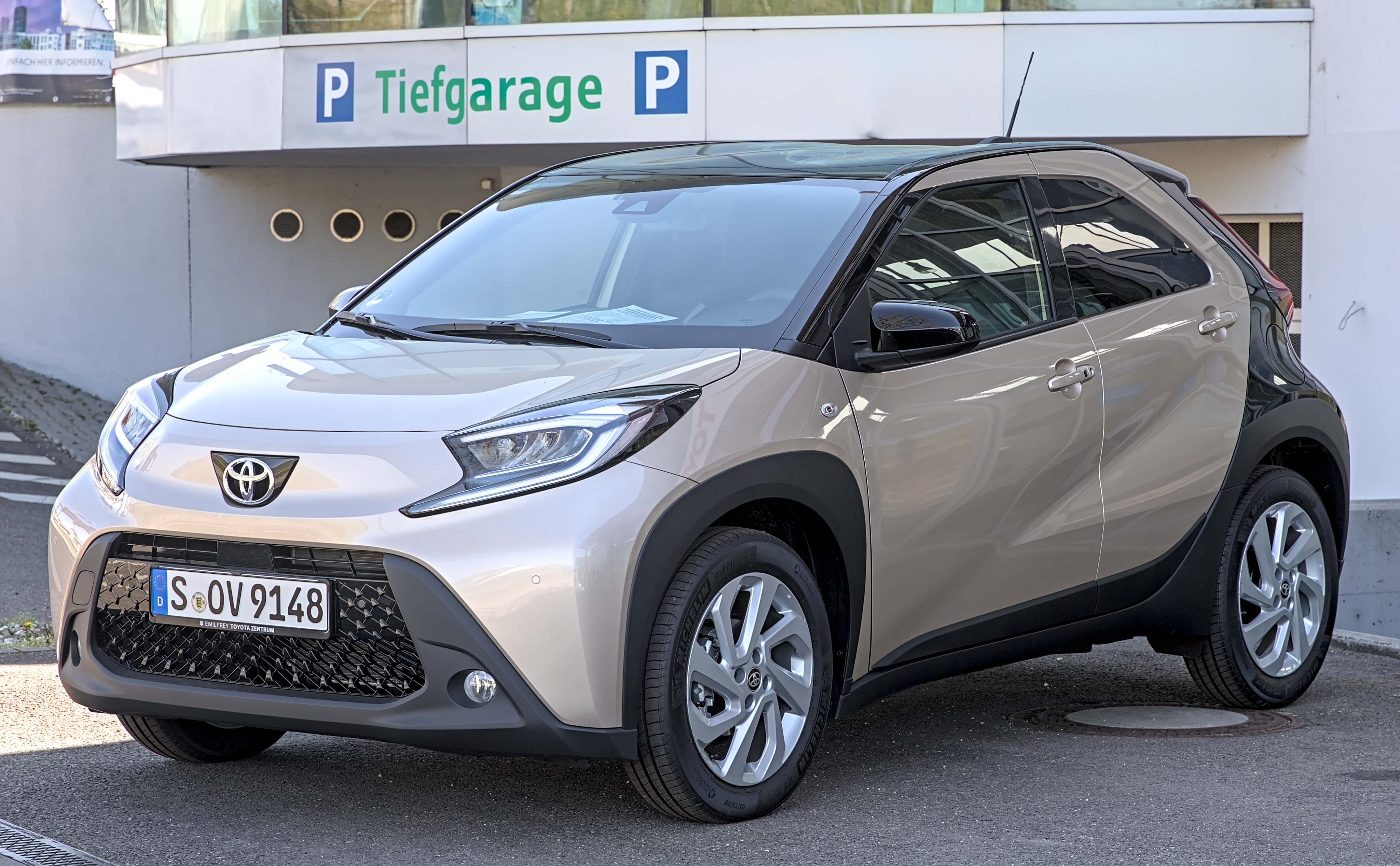
Toyota Aygo X

Der Toyota Aygo war in den ersten beiden Generationen eine Gemeinschaftsentwicklung mit PSA. Mit der 2022 eingeführten dritten Generation stellte PSA ihre Kleinstwagen ein. Der Toyota wird fortan als Aygo X vermarktet. Von 2009 bis 2014 war zudem der 3+1-Sitzer Toyota iQ auf dem deutschen Markt erhältlich.

### Volkswagen AG

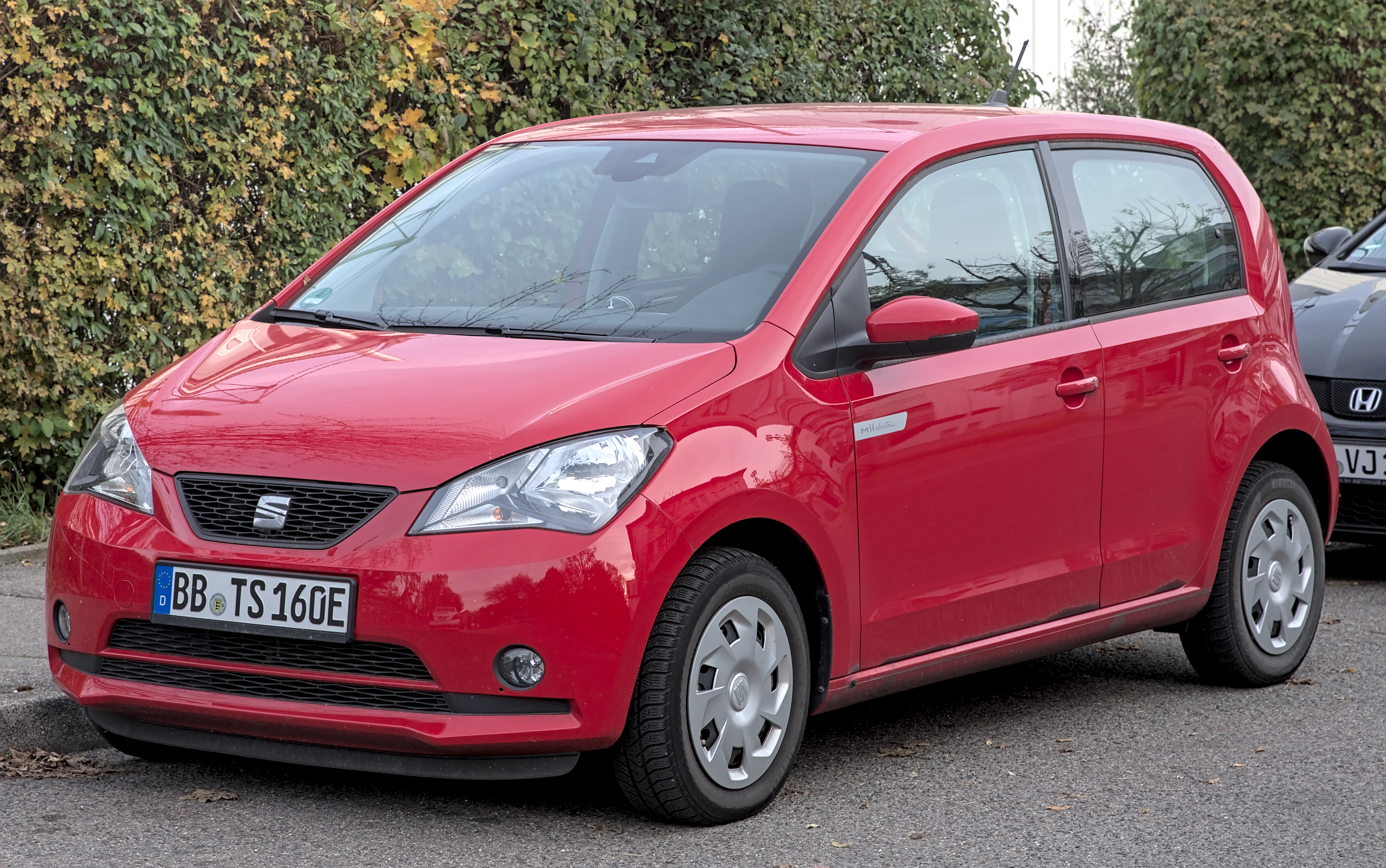
Seat Mii Electric

Die Volkswagen AG war in der Klasse der Kleinstwagen zwischen 1997 und 2023 präsent, zunächst mit dem Seat Arosa, auf den ein Jahr später der baugleiche VW Lupo folgte. Der Arosa lief 2004 ohne Nachfolger aus. 2005 wurde die Produktion des Lupo ebenfalls eingestellt. Darauf folgte der für diese Klasse sehr große VW Fox, der ebenfalls bei weitem nicht die für VW in Europa üblichen hohen Verkaufszahlen erreichte. Als Nachfolger wurde ab 2011 der VW up! zusammen mit den auf der gleichen Bodengruppe basierenden Škoda Citigo und Seat Mii in Bratislava produziert. Die Modelle der als New Small Family bezeichneten Plattform erhielten 2017 und 2019 ein Facelift.

## Modelle
- Siehe Kategorie:Kleinstwagen

## Neuzulassungen in Deutschland
Für Zahlen zu den jährlichen Neuzulassungen von Personenkraftwagen des Segments Minis in Deutschland nach Statistik des Kraftfahrt-Bundesamtes, siehe Liste der Neuzulassungen von Personenkraftwagen in Deutschland nach Segmenten und Modellreihen#Minis.